# Węgierska Formuła 2000 Sezon 2021
Węgierska Formuła 2000 Sezon 2021 – trzydziesty sezon Węgierskiej Formuły 2000.

## Kalendarz wyścigów
| Runda | Data        | Tor          | Pole position  | Najszybsze okrążenie | Zwycięzca (kierowcy) | Zwycięzca (zespoły) |
| ----- | ----------- | ------------ | -------------- | -------------------- | -------------------- | ------------------- |
| 1     | 16 kwietnia | Hungaroring  | ?              | ?                    | Olivér Michl         | Gender Racing Team  |
| 2     | 17 kwietnia | Hungaroring  | ?              | ?                    | János Magyar         | Magyar Racing Team  |
| 3     | 21 maja     | Spielberg    | Benjámin Berta | János Magyar         | János Magyar         | Magyar Racing Team  |
| 4     | 22 maja     | Spielberg    | Benjámin Berta | János Magyar         | János Magyar         | Magyar Racing Team  |
| 5     | 24 lipca    | Čavle        | Benjámin Berta | Benjámin Berta       | Benjámin Berta       | Gender Racing Team  |
| 6     | 25 lipca    | Čavle        | Benjámin Berta | Benjámin Berta       | Benjámin Berta       | Gender Racing Team  |
| 7     | 21 sierpnia | Slovakiaring | János Magyar   | Nikolas Szabó        | Nikolas Szabó        | Gender Racing Team  |
| 8     | 22 sierpnia | Slovakiaring | János Magyar   | János Magyar         | János Magyar         | Gender Racing Team  |
| 9     | 4 września  | Brno         | Nikolas Szabó  | Nikolas Szabó        | János Magyar         | Magyar Racing Team  |
| 10    | 5 września  | Brno         | Nikolas Szabó  | Nikolas Szabó        | Nikolas Szabó        | Gender Racing Team  |

## Klasyfikacja kierowców
| Legenda oznaczeń w tabelach wyników Wyświetl szablon na nowej stronie | Legenda oznaczeń w tabelach wyników Wyświetl szablon na nowej stronie                                                                     |
| Oznaczenie                                                            | Wyjaśnienie |
| --------------------------------------------------------------------- | --- |
| Złoty                                                                 | Zwycięzca lub mistrzostwo |
| Srebrny                                                               | 2. miejsce lub wicemistrzostwo |
| Brązowy                                                               | 3. miejsce lub II wicemistrzostwo |
| Zielony                                                               | Ukończył, punktował (w klasyfikacji generalnej, gdy zdobył co najmniej jeden punkt na przestrzeni sezonu, poza trzema powyższymi opcjami) |
| Niebieski                                                             | Ukończył, nie punktował (w klasyfikacji generalnej, gdy nie zdobył co najmniej jednego punktu na przestrzeni sezonu)                      |
| Czerwony                                                              | Nie zakwalifikował się (NZ) |
| Czerwony                                                              | Nie prekwalifikował się (NPK) |
| Różowy                                                                | Nie ukończył (NU) |
| Różowy                                                                | Niesklasyfikowany (NS) (w klasyfikacji generalnej, gdy nie został sklasyfikowany w żadnym wyścigu sezonu)                                 |
| Czarny                                                                | Zdyskwalifikowany (DK) |
| Czarny                                                                | Wykluczony (WYK/EX) |
| Biały                                                                 | Nie wystartował (NW) |
| Biały                                                                 | Kontuzjowany (K/INJ) |
| Biały                                                                 | Wyścig odwołany (OD/C) |
| Bez koloru                                                            | Został wycofany (WYC/WD) |
| Bez koloru                                                            | Nie przybył (NP/DNA) |
| Bez koloru                                                            | Nie brał udziału w treningach (NT/DNP) |
| Bez koloru                                                            | Nie został zgłoszony (–) |
| Pogrubienie                                                           | Start z pole position |
| Kursywa                                                               | Najszybsze okrążenie wyścigu |
| †                                                                     | Nie ukończył, ale jego rezultat został zaliczony ze względu na przejechanie więcej niż 90% dystansu wyścigu.                              |
| *                                                                     | Sezon w trakcie |
| 1/2/3                                                                 | Punktowana pozycja w sprincie kwalifikacyjnym                                                                                             |
| Lista systemów punktacji Formuły 1                                    | |

| Poz.         | Kierowca       | Zespół             | HUN          | HUN          | RBR          | RBR          | GRO          | GRO          | SVK          | SVK          | BRN          | BRN          | Punkty       |
| Formuła 2000 | Formuła 2000   | Formuła 2000       | Formuła 2000 | Formuła 2000 | Formuła 2000 | Formuła 2000 | Formuła 2000 | Formuła 2000 | Formuła 2000 | Formuła 2000 | Formuła 2000 | Formuła 2000 | Formuła 2000 |
| ------------ | -------------- | ------------------ | ------------ | ------------ | ------------ | ------------ | ------------ | ------------ | ------------ | ------------ | ------------ | ------------ | ------------ |
| 1            | János Magyar   | Magyar Racing Team | 2            | 1            | 1            | 1            | -            | -            | 2            | 2            | 1            | 2            | 72           |
| 2            | Benjámin Berta | Gender Racing Team | 3            | 2            | 2            | 2            | 1            | 1            | -            | -            | -            | -            | 50           |
| 3            | Nikolas Szabó  | Gender Racing Team | -            | -            | -            | -            | -            | -            | 1            | 1            | -            | 1            | 30           |
| 4            | Olivér Michl   | Gender Racing Team | 1            | 3            | -            | -            | -            | -            | -            | -            | -            | -            | 16           |
| Formuła 4    |                |                    |              |              |              |              |              |              |              |              |              |              |              |
| 1            | Benjámin Berta | Gender Racing Team | 1            | 1            | 1            | 1            | 1            | 1            | -            | -            | -            | -            | 60           |